# Конотопський район
Конотопський райо́н (Конотопщина) — район в Україні, у центральній частині Сумської області і межує з Чернігівською областю та був утворений під час адміністративно-територіальної реформи в Україні 2020 року. Адміністративний центр — місто Конотоп. 
До складу району входять 8 територіальних громад.

## Історія
Конотопський район утворено 19 липня 2020 року згідно із Постановою Верховної Ради України № 807-IX від 17 липня 2020 року в рамках адміністративно-територіальної реформи в Україні. До його складу увійшли: Конотопська, Буринська, Кролевецька, Путивльська міські, Дубов'язівська селищна та Бочечківська, Попівська і Новослобідська сільські територіальні громади. Перші вибори Конотопської районної ради відбулися 25 жовтня 2020 року.
Раніше територія району входила до складу ліквідованих тоді ж Конотопського (1923—2020), Буринського, Кролевецького, Путивльського районів та міста обласного підпорядкування Конотоп, із територією, підпорядкованою міській раді, Сумської області.